# کلیهتچی (آلاباما)
کلیهتچی (به انگلیسی: Clayhatchee) شهری در شهرستان دیل ایالت آلاباما است که مساحت آن ۷٫۰۴ کیلومتر مربع است و در سرشماری سال ۲۰۱۰ میلادی، ۵۸۹ نفر جمعیت داشته و تراکم جمعیتی آن، ۸۳٫۶۶ نفر در هر کیلومتر مربع بوده است.